# Człuchów
Człuchów (polsky dříve Słuchów, kašubsky Człuchòwò, Człochòwò, německy Schlochau) je okresní město v Polsku v Pomořském vojvodství v okrese Człuchów. Leží 115 km jihozpadně od Gdaňsku, 14 km západně od Chojnice, 75 km severozápadně od Bydhošti. V roce 2023 mělo město 13 106 obyvatel.

## Galerie

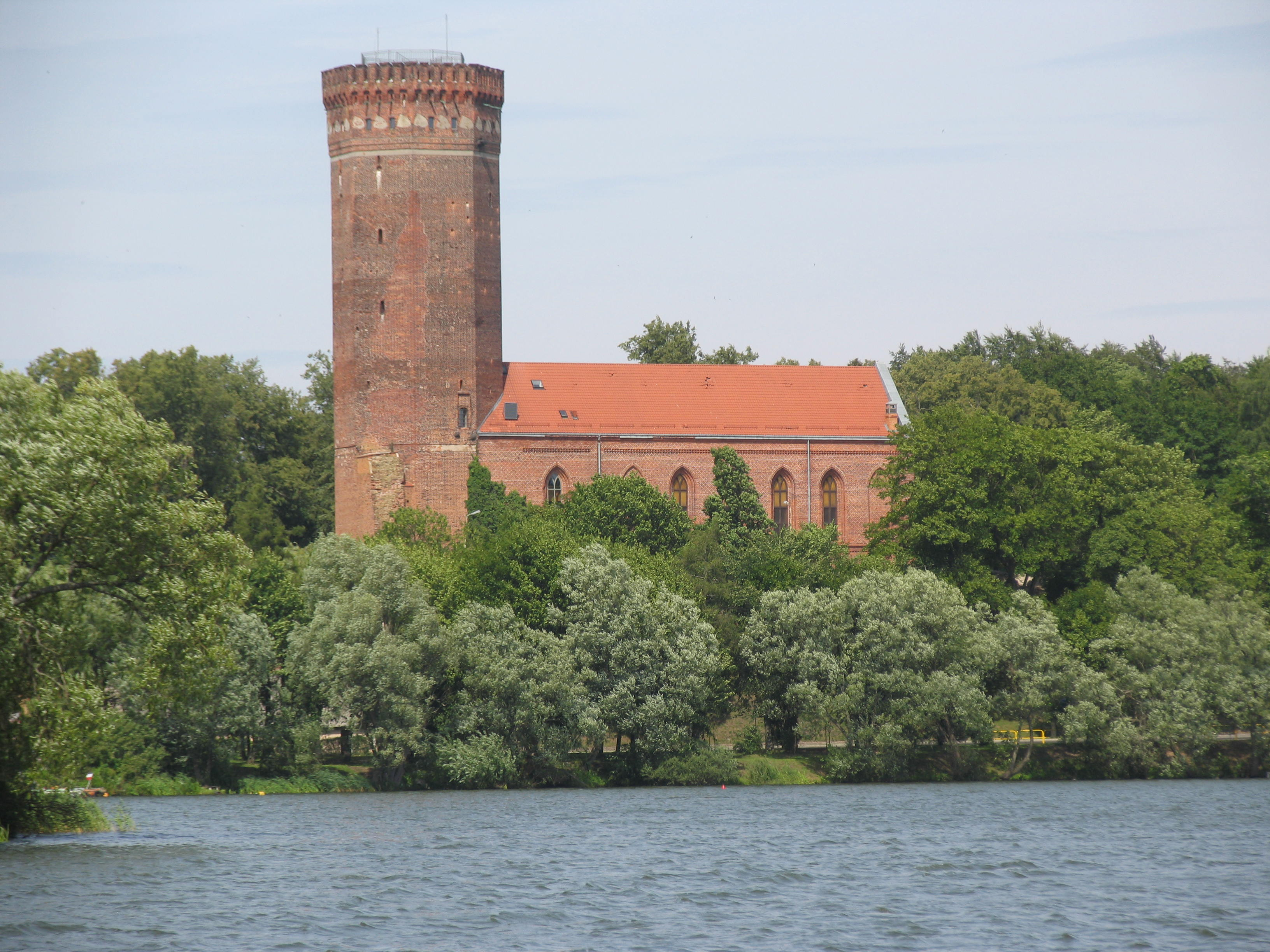
Středověký hrad ve Człuchówě
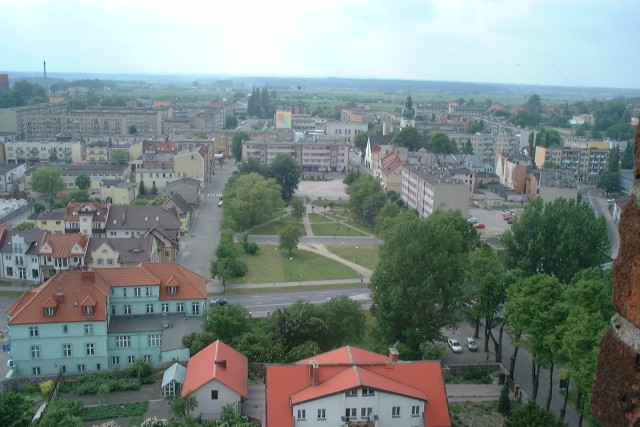
Pohled z věže hradu na město
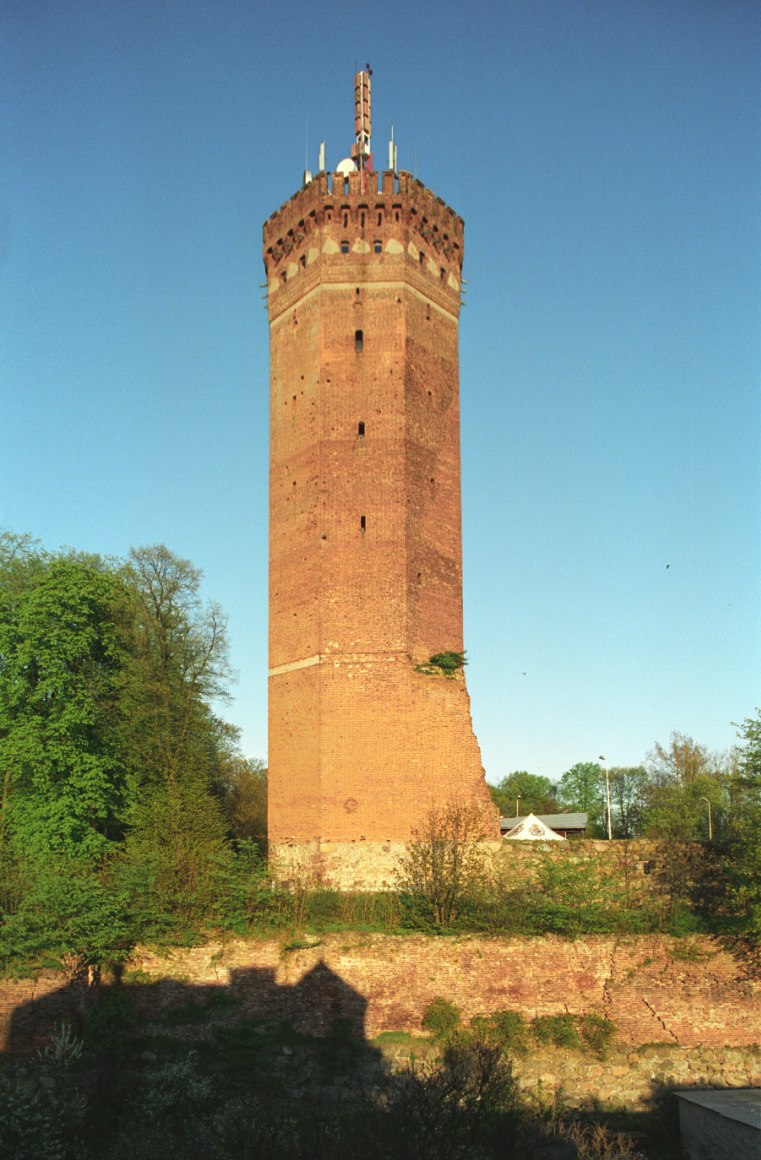
Hradní věž ze 14. století
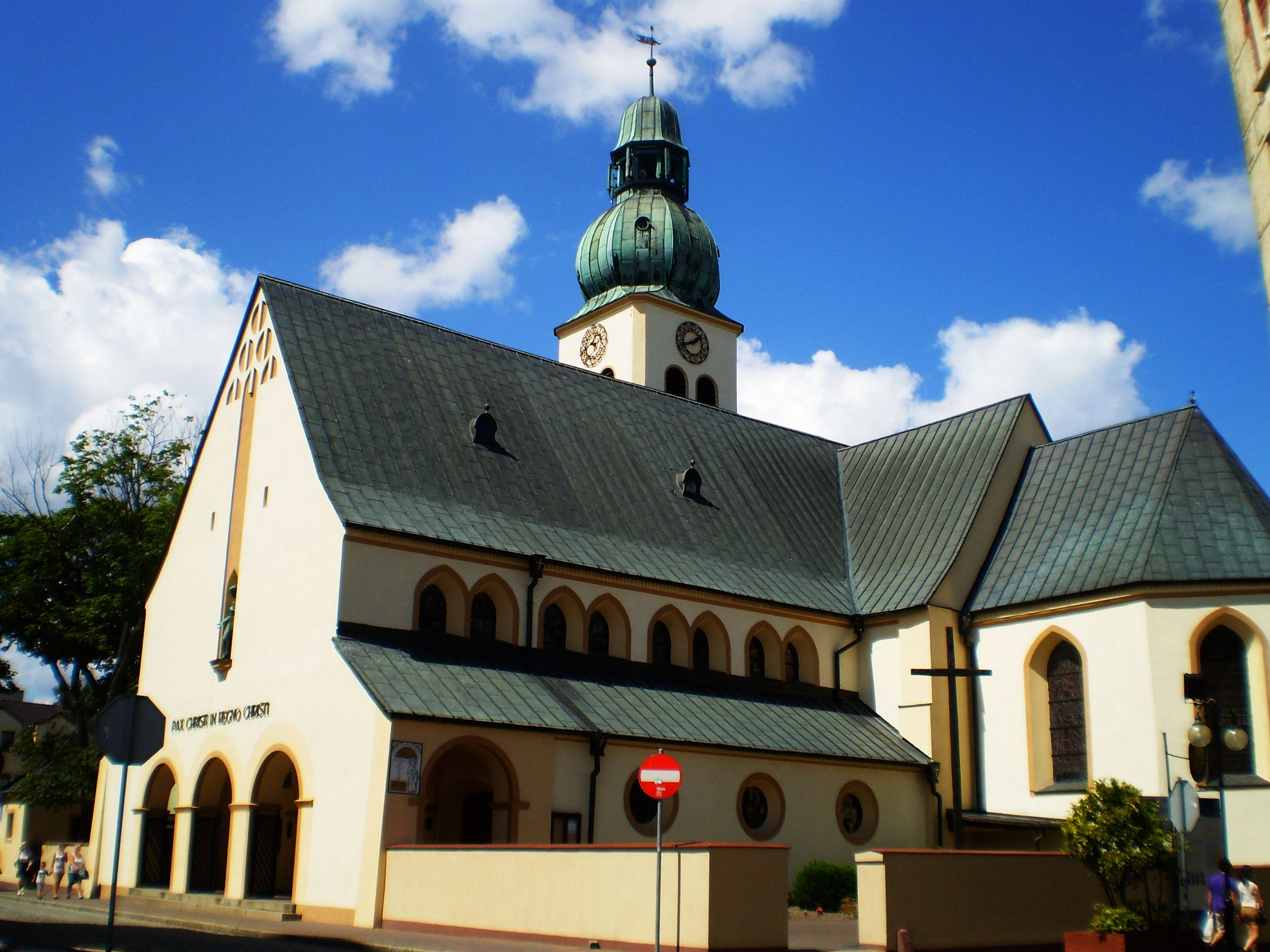
Farní kostel sv. Jakuba